# Sørumsand (stacja kolejowa)
Sørumsand – stacja kolejowa w Sørumsand, w regionie Akershus w Norwegii, jest oddalona od Oslo Sentralstasjon o 37,53 km. Jest położona na wysokości 120,1 m n.p.m. Jest to również węzłowa stacja dla kolejki wąskotorowej.

## Ruch dalekobieżny
Ze stacji odjeżdżają pociągi w kierunku Sztokholmu w liczbie 5 połączeń dziennie. 

## Ruch podmiejski
Leży na linii Kongsvingerbanen. Jest elementem  kolei aglomeracyjnej w Oslo - w systemie SKM ma numer  460.  Obsługuje Oslo Sentralstasjon, Årnes i Kongsvinger. Pociągi odjeżdżają co pół godziny w szczycie i co godzinę poza godzinami szczytu; część pociągów nie zatrzymuje się na wszystkich stacjach. 

## Obsługa pasażerów
Wiata, poczekalnia, kasa biletowa, automat biletowy, telefon publiczny, parking na 130 miejsc, parking rowerowy, ułatwienia dla niepełnosprawnych, schowki bagażowe, kiosk, przystanek autobusowy, postój taksówek.